# Koçgiri
Koçgirî (kurdisch قۆچگری/Qoçgirî; „die Auswanderer“), auch die Eşireta Qoçgirî ist ein Kurmandschi sprechender kurdischer Stamm bzw. eine Stammeskonföderation (Eşiret) in der türkischen Provinz Sivas.

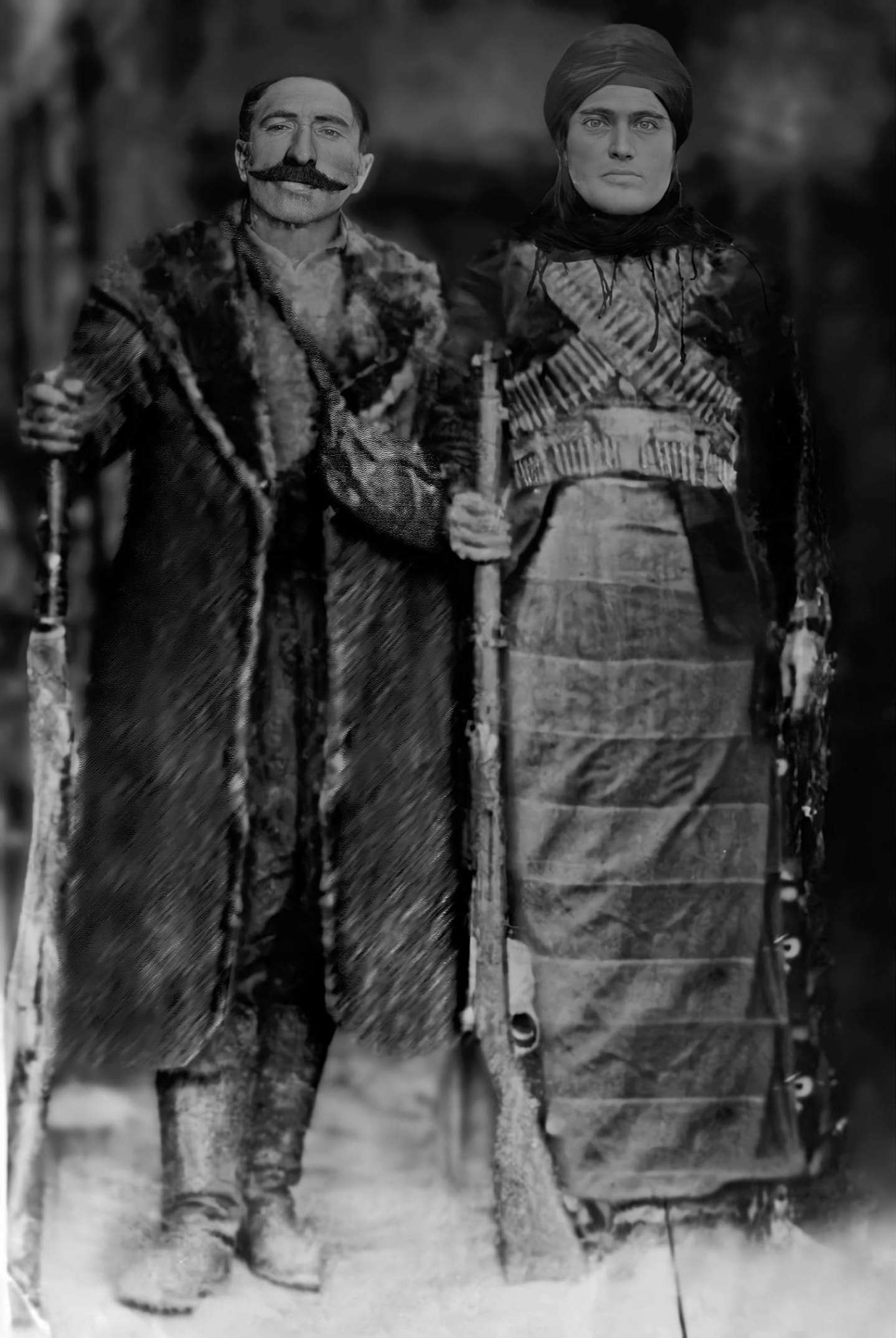
Alişer Efendî und seine Frau Zarîfe Xatun, Mitglieder des Koçgirî-Stamms. Aufnahme wahrscheinlich 1930er Jahre

## Geschichte
Wie viele turkmenisch- und kurdisch-alevitische Stämme sehen auch die Koçgirî ihren Ursprung in Chorasan. Damit eng verbunden ist die Legende des Heiligen Cogî Baba, der angeblich von Chorasan aus nach Koçgirî emigriert sein soll. Laut Martin van Bruinessen behaupten die Koçgirî-Stämme von den Şêx Hasenan, die ehemalige Stammeskonföderation kurdischer Stämme in Westdêrsim, abzustammen. Andere Quellen bringen sie mit dem Îzolî-Stamm in Süddêrsim (Mazgirt) in Verbindung. 
Hauptsiedlungsgebiet sind Zara, Hafik, Refahiye, und İmranlı, vier Landkreise von Sivas.
Der Name Koçgirî ist möglicherweise aus dem kurdischen Wort koç („Auswanderung“) und der Silbe -gir/-kir (Partizip von „nehmen/unternehmen“, also „unternommen“). Außerdem könnte es sein, dass die Silben koç („Wanderung“) und gîrî („groß“) „große Wanderung“ bedeuten. 
Das Alevitentum wirkt prägend auf den Stamm.

## Vier Hauptgruppen
Nach Jahren des Zusammenlebens in Einheit kristallisierten sich in dieser großen Familie verschiedene Gruppierungen heraus. Die vier Hauptgruppen des Familienstammes Koçgiri sind:
- Saran, Sariki
- Iban, Ibiki
- Balan, Baliki
- Sefan, Sefiki

Es gibt noch zahlreiche weitere Spaltungen, die im Laufe der Jahrhunderte zustande gekommen sind, obwohl alle heute existierenden Gruppierungen ihren Ursprung in diesen vier Hauptgruppen haben. Jedoch waren diese Abspaltungen keineswegs ein Hindernis für das Agieren in Einheit und Frieden innerhalb des Stammes. Die Führer der jeweiligen Gruppen trafen ausschließlich Entscheidungen, die die Einheit als primäres Ziel hatten.
Der Rest der Abspaltungen sind folgende:
Pevruzan/Pewruzan, Pewruzi
Laçînan, Laçînî
Gernîyan, Gernî
Resulan, Resulî
Cafan, Cafeyî